# Уаджи
Уаджи (Джет, Зет, Уджат или Уадж; по Манефон – Уенефес) е третият египетски фараон от Първа династия, управлявал около ок. 2980 или 2920 пр.н.е. Името Уаджи произлиза от името на богинята Уаджет, обикновено представяно във формата на крилата кобра, покровителка на Горен Египет и означава „змия“ или „кобра на Хор“
Въпреки че за неговото управление е известно съвсем малко (както и за другите владетели от тази епоха), той е известен благодарение на стелата, намерена в гробницата му. Тя съдържа името на фараона в образа на Хор и е доказателства за високото ниво на развитие на древноегипетското изкуство в самото начало на династическата епоха.

## Смърт
Погребан е в Абидос. Неговата гробница е била обшита отвътре с дървени панели. Над могилата се е намирала каменна стела (днес се пази в Лувъра). На стелата има йероглиф на змия, фонетически съответстващ на думата „джет“.